# Antillochernes bullerenguesis
Espèce
Antillochernes bullerenguesis est une espèce de pseudoscorpions de la famille des Chernetidae.

## Distribution
Cette espèce est endémique du département de Córdoba en Colombie.

## Publication originale
- Bedoya-Roqueme & Quirós Rodríguez, 2018 : A new species of Antillochernes (Pseudoscorpiones: Chernetidae: Chernetini) from Colombia. Revista Ibérica Aracnología, vol. 32, no 2, p. 93-99.